# Dascyllus melanurus
Dascyllus melanurus är en fiskart som beskrevs av Bleeker, 1854. Dascyllus melanurus ingår i släktet Dascyllus och familjen Pomacentridae. Inga underarter finns listade i Catalogue of Life.